# Ace Books
Ace Books es una editorial norteamericana especializada en ciencia ficción y fantasía fundada en 1952 por Aaron A. Wyn en Nueva York. Está considerada la editorial más antigua en el género entre las que aún se encuentran en actividad. Comenzó a publicar libros de misterio y western, pero pronto incursionó en otros géneros; el primer libro de ciencia ficción lo publicó en 1953, y fue una exitosa innovación; en el lapso de unos pocos años, las publicaciones de ciencia ficción superaron ampliamente las de misterio y western iniciales. En la base de datos Worlds Without End, Ace figura tercera entre los editores de todos los tiempos con mayor cantidad de premios en fantasía y ciencia ficción. La editorial se ha diversificado además hacia libros de no ficción, narrativa gótica, novelas sobre productos mediáticos y novela rosa.
Ace comenzó a ser conocida por el formato Tête-bêche usado en muchos de sus primeros libros, aunque no fueron sus inventores. La mayoría de los primeros libros fueron impresos en este formato «Doble Ace», y la editorial continuó editando obras de varios géneros en ese formato hasta 1973. La tradición ha resultado atractiva para los coleccionistas de libros, y algunos títulos raros en buenas condiciones de conservación llegan a precios de más de 1 000 dólares.
Ace, junto con Ballantine Books, fue uno de los líderes de la publicación de ciencia ficción durante sus primeros diez años. Con la muerte del propietario A. A. Wyn en 1967, el éxito de la empresa comenzó a declinar. Dos prominentes editores, Donald A. Wollheim y Terry Carr, dejaron la compañía en 1971, y al año siguiente Ace fue vendida a Grosset & Dunlap. A pesar de los problemas financieros hubo más éxitos, en particular con la tercera colección Ace Science Fiction Specials en la que Carr fue el editor. Posteriores fusiones y adquisiciones hicieron que la empresa pasara a formar parte de Berkley Books. Luego fue una imprenta del Penguin Group, también responsable de Roc Books, si bien cada una mantiene su propia identidad.

## Fundación de la empresa y el concepto Doble Ace
El editor Donald A. Wollheim estaba trabajando en Avon Publications en 1952, pero le disgustaba su trabajo. Mientras buscaba otro trabajo, trató de convencer a A. A. Wyn de comenzar una nueva compañía de edición de libros. Wyn era en ese momento un editor bien establecido de libros y revistas pulp bajo el nombre de A. A. Wyn's Magazine Publishers. Sus revistas eran entre otras Ace Mystery y Ace Sports, y posiblemente de aquí salió el nombre de la editorial. A Wyn le agradó la idea de Wollheim, pero la postergó por varios meses; entre tanto Wollheim buscaba otros empleos, incluyendo el de asistente de edición de Pyramid Books. Pyramid llamó erróneamente a Rose, la esposa de Wyn por una referencia, pensando que Wollheim había trabajado para él. Cuando Rose le contó a su esposo que Wollheim estaba buscando otro trabajo, Wyn tomó una decisión y lo contrató inmediatamente como editor.
El primer libro publicado por Ace fueron un par de encuadernaciones de misterio en tête-bêche: «Demasiado caliente para el infierno» (Too hot for Hell) de Keith Vining y El Gizmo sonriente (The Grinning Gismo), a $ 0,35 con número de serie D-01. Un libro tête-bêche tiene los dos títulos encuadernados patas arriba respecto del otro, de manera que hay dos portadas y los dos textos coinciden en el medio (a veces con páginas de publicidad entre medio). Este formato es considerado generalmente como una innovación de Ace, pero no lo fue: como Ace publicó cientos de libros de esta manera en los siguientes veinte años, se convirtió en el editor más conocido con este formato. Los libros de autores famosos fueron a menudo encuadernados junto a obras de escritores menos conocidos, con la premisa de que esto ayudaría a los escritores noveles a ganar lectores. El principal inconveniente del formato Doble Ace fue que los dos libros tenían que tener el mismo número de páginas (usualmente entre 256 y 320 páginas de bajo gramaje), de manera que una o ambas novelas debían ser resumidas o revisadas para entrar. A pesar de la etiqueta «Completa e íntegra» en la portada, las novelas así etiquetadas estaban algunas veces abreviadas.
Algunos títulos importantes en las novelas al principio de la serie D fueron D-15, que presentaba la primera novela de William S. Burroughs, bajo el seudónimo «William Lee», Junkie, y varias novelas de Philip K. Dick, Robert Bloch, Harlan Ellison, Harry Whittington, y Louis L'Amour, incluyendo las escritas bajo el seudónimo «Jim Mayo».
El último Doble Ace en las primeras series fue la novela de John T. Phillifent Vida con Lancelot (Life with Lancelot), encuadernada junto a Cazando en Kunderer (Hunting on Kunderer) de William Barton, publicado en agosto de 1973 (Número de serie 48245). Aunque la editorial volvió a usar el término Doble Ace en 1974, los libros fueron dispuestos en forma convencional en lugar de en tête-bêche. En 1988 se publicó el último. En total, Ace Books publicó 650 «dobles», de los cuales 600 fueron en formato tête-bêche.

## Décadas de 1950 y 1960: especialización

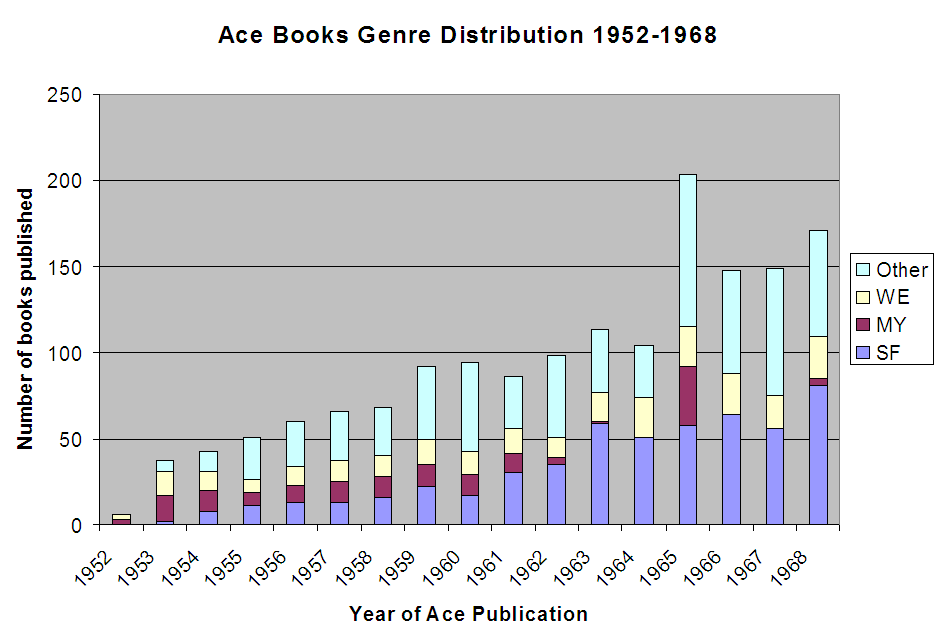
Libros publicados por género durante los primeros diecisiete años de Ace. Los títulos de ciencia ficción superaron a los otros a mediados de la década de 1950, y fueron el género dominante en la década de 1960..

El segundo título de Ace fue un western, también encuadernado en tête-bêche: «El retorno del hombre malo» (Bad Man's Return), de William Colt MacDonald junto a Cascos sangrientos (Bloody Hoofs) de J. Edward Leithead. Obras de misterio y westerns se alternaron regularmente en los primeros treinta títulos, con algunos pocos de otros géneros, como Servicio rápido (Quick Service) de P. G. Wodehouse junto a The Code of the Woosters. En 1953 se publicó El Mundo de Null-A de A.E. van Vogt junto a El hacedor de universos, primera incursión de Ace en la ciencia ficción. Antes, durante el mismo año, Ace había publicado Plaga de gritos (Cry Plague!) de Theodore S. Drachman con una trama que podía ser reconocida como ciencia ficción, pero el ibro fue encuadernado junto a La cabra de Judas, un libro que no es de ciencia ficción. Un nuevo doble de ciencia ficción siguió en 1953, y el género se estableció rápidamente, entre obras de misterio y westerns, como una parte importante del negocio de Ace. Para 1955, la compañía había publicado más títulos de ciencia ficción año a año que en cualquiera de los otros géneros, y a partir de 1961, los títulos de ciencia ficción superaron la suma combinada de los otros. Ace también publicó una serie de espeluznantes novelas juveniles que actualmente son muy solicitadas por los coleccionistas, como la D-343: El joven lobo de Edward De Roo y D-378 Out For Kicks de Wilene Shaw.
Poco después del doble de van Vogt, se publicó el primer libro en edición simple, Libro de cocina para a principiantes de Dorothy Malone. Las novelas en formato normal aparecieron con frecuencia a partir de 1954: inicialmente fueron obras fuera de los tres géneros básicos de Ace, pero para 1960 también se los publicaba de esa manera. Las letras de las series parecen mostrar este cambio: las series F y M eran principalmente ciencia ficción, y los títulos en las series D,G,S y K fueron mayormente en los géneros centrales.
A fines de la década de 1950, Ace se aproximaba a la centena de títulos por años, todavía fuertemente dominados por los géneros primarios. Casi todos los libros tenían un precio de tapa de U$ 0,35, con algunos volúmenes simples a U$ 0,25, y unos pocos a medio dólar. A principios de la década de 1960 los costos crecientes forzaron finalmente un aumento en el precio, y la mayoría de los libros aparecieron a 40 o 45 centavos y más. Unos pocos volúmenes gruesos, como la edición en rústica de 1967 de Dune de Frank Herbert, se vendieron a 95 centavos. La compañía ahora publicaba montones de libros de otros géneros, incluyendo varios romances de enfermeras como Cruise Nurse de Joan Sargent, encuadernado junto a Calling Dr. Merriman de Margaret Howe. A finales de la década, Ace produjo quizá 70 títulos de este tipo, junto a novelas góticas, libros de autoayuda, libros sobre hechos «extraños pero ciertos», y muchos otros.

### Liderazgo en ciencia ficción
Junto a Ballantine Books, Ace fue la editorial dominante en publicación de libros de ciencia ficción en rústica en las décadas de 1950 y 1960. Otras editoriales siguieron su ejemplo, tratando de cautivar la creciente audiencia del género, pero ninguna logró la influencia de estas dos compañías.
El dominio del mercado se reflejó no solo en el número de libros publicados, sino que ACe publicó las primeras novelas de autores notables de ciencia ficción, entre ellas:
- Lotería solar de Philip K. Dick (Solar Lottery, 1955, D-103, junto a El gran salto de de Leigh Brackett).
- Alienígena de Arturo de Gordon R. Dickson (Alien from Arcturus, 1956, D-139, junto a La cortina de átomos de Nick Boddie Williams).
- Las joyas de Aptor de Samuel R. Delany (The Jewels of Aptor, 1962, F-173, junto a Segundo final de James White).
- El mundo de Rocannon de Ursula K. Le Guin (Rocannon’s World, 1966, G-574, junto a El reino Kar-Chee de Avram Davidson).
- Tú, el inmortal de Roger Zelazny (This immortal, 1966, F-393).
- El maestro del pasado de R. A. Lafferty (1968, H-54).

Ace publicó varios otros primeros trabajos de escritores luego famosos, incluyendo a John Brunner, Marion Zimmer Bradley, Jack Vance, y Robert Silverberg.

## Mediados de la década de 1960
En 1964 el escritor Terry Carr se unió a la compañía, y en 1968 dio inicio a los Ace Science Fiction Specials, que publicaría novelas aclamadas por la crítica de autores como Alexei Panshin, R. A. Lafferty, Joanna Russ y Ursula K. Le Guin. Entre mediados y finales de la década de 1960 Ace obtuvo además licencias para publicar novelas originales basadas en varias series populares de televisión, entre las más notables El agente de CIPOL y una trilogía basada en The Prisoner.
Carr y Wollheim también coeditaron un anuario titulado Year's Best Science Fiction; Carr también editó «Universo», una serie antológica original muy bien recibida.

## La controversia deEl Señor de los Anillos
En 1965 Wollhem sostuvo que había una laguna de derechos de autor en la edición norteamericana de El Señor de los Anillos de J. R. R. Tolkien. La edición de Houghton Mifflin había sido encuadernada utilizando páginas impresas en el Reino Unido para la versión de George Allen & Unwin, y en consecuencia, las leyes de derechos de autor de Estados Unidos no podían proteger el texto. Basado en este punto de vista, Ace publicó la primera edición en rústica de la obra de Tolkien, con tapas y dibujos de Jack Gaughan. Después de una considerable controversia, y el lanzamiento de una autorizada y competitiva edición por Ballantine Books (cuyas contratapas incluyeron un mensaje de Tolkien urgiendo a los lectores a comprar la edición de Ballantine y boicotear las versiones no autorizadas, en referencia directa a la edición de Ace), Ace aceptó pagar derechos a Tolkien e hizo sacar de imprenta sus ediciones.
Wyn falleció en 1967, y la empresa creció sobrefacturada, retrasando los pagos a sus autores. Sin dinero para pagar, Wollheim era reacio a enviar contratos firmados a los escritores. Al menos en una ocasión, un libro sin contrato válido fue a la imprenta, y Wollheim luego se enteró de que el escritor, a quien Ace debía U$ 3 000 debió trabajar en la zafra de fruta para sobrevivir.
Tanto Wollheim como Carr dejaron Ace en 1971. Wollheim hizo planes para lanzar una editorial independiente, y en cooperación con New American Library, fundó DAW Books. Carr se convirtió en un editor independiente; ambos publicaron en competencia versiones de antologías anuales de ciencia ficción.

## Ace como subsidiaria
A principios de la década de 1970 Ace Books era la principal división de una vieja compañía editorial, Charter Company Inc., con sede en el edificio Hippodrome, Avenida de las Américas 1120 en Nueva York. Ace pronto se convirtió en la imprenta de ciencia ficción de la compañía principal. A fines de la década de 1970 y principios de la de 1980, Grosset & Dunlap operaban una imprenta denominada Ace Charter Books, que publicaba obras de misterio como las reimpresiones de Simon Templar por Leslie Charteris.
Carr volvió a Ace Books en 1984 como editor independiente, lanzando una nueva colección de Ace Specials dedicados enteramente a primeras novelas. Esta colección fue aún más exitosa que la primera: solo en 1984 incluyó Neuromante de William Gibson, La playa salvaje de Kim Stanley Robinson, Ojos verdes de Lucius Shepard y En la deriva de Michael Swanwick. Todas primeras novelas de autores reconocidos como figuras principales de la ciencia ficción.
Otras figuras de la ciencia ficción que hicieron aportes en Ace Books fueron Tom Doherty, que dejó la empresa para fundar Tor Books, y Jim Baen, que dejó para trabajar en Tor y luego fundó Baen Books. Entre los escritores que trabajaron en Ace puede mencionarse a Frederik Pohl, Ellen Kushner, y Laura Anne Gilman.
En 1996 Penguin Group compró el Putnam Berkley Group, y retuvo a Ace como su imprenta. La nómina de Ace en 2006 incluía a Julian May, Patricia McKillip, y Sharon Shinn, con libros de escritores como Alastair Reynolds, Charles Stross, Jack McDevitt y Joe Haldeman.

## Equipo editorial
Las siguientes personas trabajaron en Ace Books en diferentes roles. La lista está ordenada cronológicamente. Incluye editores notables por alguna razón, y los cargos directivos más recientes.
- A. A. Wyn, propietario (1952–1967);
- Donald A. Wollheim, editor (1952–1971)[5][11]
- Terry Carr, director (1964–1971); editor independiente (1983–1987)[21][22]
- Pat LoBrutto, oficina de correo (1969–1972); director de ciencia ficción (1974–1977)[13][23]
- Frederik Pohl, director ejecutivo (diciembre de 1971 – julio de 1972)[24]
- Tom Doherty, editor (1975–1980)[25][26][27]
- Jim Baen, departamento de quejas (c. 1973–1974); director de género gótico (c. 1974); director de ciencia ficción (c. 1977–1980)[13]
- Ellen Kushner[28]
- Terri Windling, director (1979–1987)[29]
- Harriet McDougal, director editorial[30]
- Susan Allison, editora (1980–1982); redactora jefe (1982–2006); vicepresidente (1985 –febrero de 2007)[15][31]
- Beth Meacham, asistente de edición (1981–1982); editor (1982–1983)[25]
- Ginjer Buchanan, editor (1984–1987); editor senior (1987–1994); editor ejecutivo, ciencia ficción y fantasía (1994 – enero de 1996); Director de marketing y editor ejecutivo senior (enero de 1996 – 2006); redactor jefe (2006–febrero de 2007)).[32]
- Peter Heck (c. 1991 – 1992)[33]
- Laura Anne Gilman (c. 1991)[34][35]
- Lou Stathis, editor (? – c. 1994)[36]
- Anne Sowards, asistente editorial, editora asociada (1996–2003); editor (2003 – febrero de 2007), editor senior (febrero de 2007 –actualidad)[37]

## Coleccionistas de libros
Los libros de Ace Books se coleccionan a menudo, tanto por sus portadas como por su afinidad con determinados géneros. Algunos de los títulos publicados son muy buscados. La mayoría de los primeros trabajos de Philip K. Dick, por ejemplo, son difíciles de hallar en buenas condiciones. Entre los volúmenes más raros se encuentran:
- El mono en tu espalda de William Burroughs (como William Lee) (1955, D-015, junto a Agente narcótico de Maurice Helbrand.[38]
- Calles muertas de Harlan Ellison (1958, D-312)[39]

El formato doble por sí mismo ha probado ser particularmente atractivo para los coleccionistas, en especial para aquellas obras que combinan misterio y ciencia ficción.

### Números de serie
Los títulos de Ace Books tenían dos tipos principales de números de serie; letras como «D-31» o «H-77», o totalmente numéricos, como 10293 o «15697». Las letras se utilizaban para indicar un precio. El detalle es el siguiente:
- Serie D: 35¢, 1952 a 1965.
- Serie S: 25¢, 1954 a 1958.
- Serie T: 40¢. Esta serie se lista en la enciclopedia Tuck,[40] pero no hay ejemplos en e índice, y no se cita en otras fuents bibliográficas.
- Serie F: 40¢, 1960 a 1967.
- Serie M: 45¢, 1964 a 1966.
- Serie G: 50¢, 1958 a 1960 (series D/S/G); 1964 a 1968 (últimas series).
- Serie K: 50¢, 1959 a 1968.
- Serie H: 60¢, 1965 a 1966 y 1968.
- Serie A: 75¢, 1965 a 1968.
- Serie N: 95¢, 1965 a 1968.

La primera serie de Ace Books comenzó en 1952 con D-01, un western en formato tête-bêche. Muy caliente para el infierno de Keith Vining y El Gismo sonriente de Samuel W. Taylor. Esta serie continuó hasta D-599, Victoria con alas para la enfermera Kerry de Patricia Libby, pero la serie incluyó varios títulos con las letras «G» y «S», según el precio. La «D» y «S» no indicaba «doble» o «simple» por el formato de encuadernación, sino que estaba en relación con el precio de tapa.
Hacia el final de esta serie inicial comenzó la serie F, con nuevo precio, y a partir de allí hubo varias letras de serie en publicación simutánea. Los prefijos «D» y «S» no aparecieron de nuevo, pero el prefijo «G» tomó su propio inicio con e número G-501. Todas las series después de la primera mantuvieron su numeración independiente, comenzando en 1 o en 101.
En enero de 1969 Ace cambió a un código numérico. El código depende del título del libro: específicamente de la primera letra significativa del mismo. Por ejemplo Los barones de la conducta de Tom Purdom, fue publicado por Ace en 1972 con el número de serie 04760. La primera letra de "barones" es "B", por lo que recibe un código bastante al inicio del rango numérico de 00000 a 99999. Este sistema estaba en uso en Ace en la década de 1990 y puede continuar en la actualidad. Para Aces dobles, se elige uno de los dos títulos para generar el código.
Para la numeración de las últimas series, el código es también parte del ISBN. El prefijo «0» indica el idioma inglés, «441» es el número de Ace como editorial, y el último dígito es un verificador. Por ejemplo Velocidad de escape de Christopher Stasheff tiene un número de serie 21599, y su ISBN es 0-441-21599-8.

## Los dobles Ace en la cultura popular
El formato doble Ace inspitó competencias para combinar en forma satírica o irónica los dos títulos relacionados como en «La muerte de la hierba» / «Oveja mirando al cielo».

Si la Santa Biblia fuera impresa en doble Ace, comentó un editor cierta vez, se reduciría a dos mitades de 20.000 palabras, con el Antiguo Testamento retitulado como «Maestros del caos» y el Nuevo Testamento como «La cosa con tres almas»
Charles McGrath, New York Times, 6 de mayo de 2007